# Jean L’Herminier
Jean L’Herminier (ur. 25 stycznia 1902 w Fort-de-France, Martynika, zm. 7 czerwca 1953 w Paryżu) – francuski wojskowy, komandor, dowódca okrętów podwodnych, między innymi „Sidi Ferruch” i „Casabianca”.

## Życiorys
Urodzony na Martynice Jean L’Herminier pochodził z rodziny marynarskiej, po ukończeniu Collège Stanislas w Paryżu wstąpił w 1921 do École navale, wybrał służbę na okrętach podwodnych. W 1932 został pierwszym oficerem na „Persée”, na pokładzie którego 26 września doznał ciężkich obrażeń na skutek wybuchu silników podczas prób na morzu. W 1934 objął dowództwo „Orphée”, a dwa lata później „Morse”. W 1938 służył na krążowniku „Montcalm” jako oficer manewrowy, brał udział w kampanii norweskiej. Po kapitulacji Francji pozostał wierny rządowi Vichy, uczestniczył w operacji Menace.
W listopadzie 1940 otrzymał dowództwo okrętu podwodnego „Sidi Ferruch”. W styczniu 1942 zachorował i został zastąpiony na stanowisku dowódcy. Następnie objął dowodzenie „Casabianki” stacjonującej w Tulonie. 27 listopada 1942 w chwili zajęcia portu przez wojska niemieckie „Casabianca” była w gotowości bojowej w przeciwieństwie do jednostek nawodnych, których kotły były wygaszone. Okręty te uległy samozatopieniu. L’Herminier podjął decyzję przedostania się do Algieru zajętego przez aliantów podczas operacji Torch.
W Algierze „Casabianca” została przydzielona do Służb Specjalnych Obrony Narodowej (Services spéciaux de la Défense nationale), w ramach których brała udział w przygotowaniach do zdobycia Korsyki. W nocy z 10 na 11 oraz z 12 na 13 września okręt wysadził nieopodal Ajaccio dwie grupy francuskich komandosów, przewiezionych z Algieru.
Awansowany do stopnia komandora porucznika w sierpniu 1943 L’Herminier mimo ostrej zakrzepicy odmówił zejścia z okrętu przed wyzwoleniem Korsyki, czego skutkiem była amputacja obu nóg. Od sierpnia 1944 do lipca 1946 przebywał na leczeniu w Stanach Zjednoczonych. W grudniu 1945 awansował na komandora.
Jean l’Herminier zmarł w Paryżu 7 czerwca 1953.

## Twórczość
- Casabianca (1949)
- Entre ciel et mer (Między niebem a morzem) (1952)

## Odznaczenia
- Krzyż Wielki Orderu Legii Honorowej[4].
- Krzyż Wojenny

## Upamiętnienie
- Awizo typu D’Estienne d’Orves Francuskiej Marynarki Wojennej, zwodowany 7 marca 1981 nosił nazwę „Commandant L’Herminier”,
- Dwa statki ratownicze nosiły jego imię: „Capitaine de Vaisseau L’Herminier” (1955-1986) oraz „Capitaine de Vaisseau L’Herminier II” (1988).

Jean L’Herminier jest również patronem:
- gimnazjum w La Seyne-sur-Mer,
- ulic i placów we francuskich miastach: Paryż, Nantes, Saint-Malo, Berguette, Brest, Le Relecq-Kerhuon, Aubervilliers, Saint-Michel-Chef-Chef, Pornic, Villeurbanne, Ajaccio, Bastia, Maussane-les-Alpilles, L’Haÿ-les-Roses, Le Pouliguen, Martigues, Hawr.